# Viggianello (Olaszország)
Viggianello  község (comune) Olaszország Basilicata régiójában, Potenza megyében.

## Fekvése
A Pollino Nemzeti Park területén fekszik a megye déli részén. Határai: Castelluccio Inferiore, Chiaromonte, Fardella, Laino Borgo, Morano Calabro, Rotonda és San Severino Lucano.

## Története
A település már az ókorban létezett. A rómaiak idején a Via Popilia egyik állomása volt. Neve valószínűleg a római Vibianus névből származik. Első írásos említése 1079-ből származik Vineanellum néven. A települést valószínűleg baziliánus szerzetesek alapították a 10. század elején az ókori település helyén.  A 19. század elején, amikor a Nápolyi Királyságban felszámolták a feudalizmust, önálló község lett.

## Népessége
A népesség számának alakulása:

## Főbb látnivalói
- Santa Caterina-templom
- San Carmelo-templom
- San Pasquale-templom
- San Francesco di Paola-templom
- Santa Maria della Grotta-kápolna